# Cruzada de los barones
La cruzada de los barones, también llamada cruzada de 1239, fue una expedición organizada por la nobleza francesa siguiendo el llamamiento del papa Gregorio IX, para proteger Jerusalén. Bien preparada militarmente, mal preparada diplomáticamente y dirigida por el conde de Champaña, que carecía de sentido político, no trajo ningún resultado a los cruzados. Por razones que no se conocen bien —tal vez porque consistió solo en parte de la nobleza de un solo país—, no se considera a veces totalmente una cruzada como tal. Estaba compuesta por un ejército imponente, pero las cifras son aproximadas y a menudo diferentes
En términos territoriales, fue la cruzada más exitosa desde la Primera Cruzada, y se extendió ampliamente desde 1234 hasta 1241 y encarnó el punto más alto del esfuerzo papal «para hacer de las cruzadas una empresa cristiana universal». Gregorio convocó a una cruzada en Francia, Inglaterra y Hungría con diferentes grados de éxito. Aunque los cruzados no lograron ninguna victoria militar gloriosa, utilizaron la diplomacia para enfrentarse con éxito a las dos facciones también enfrentadas de la dinastía musulmana ayubí (As-Salih Ismail, en Damasco, y Al-Salih Ayyub, en Egipto), oponiendo una contra otra para obtener aún más concesiones que las logradas por Federico II en la más conocida Sexta Cruzada. Durante unos pocos años, la cruzada de los barones devolvió al reino de Jerusalén a su extensión mayor desde 1187.
Esta cruzada a Tierra Santa se considera a veces como si fueran dos cruzadas separadas: la del rey Teobaldo I de Navarra, que comenzó en 1239; y, la hueste separada de cruzados bajo el liderazgo de Ricardo de Cornualles, que llegó después de que Teobaldo partiera en 1240. Además, la cruzada de los barones se describe a menudo en conjunto con el viaje concurrente de Balduino de Courtenay a Constantinopla y la captura de Tzurulum con una fuerza separada y más pequeña de cruzados. Esto se debe a que Gregorio IX intentó brevemente redirigir el objetivo inicial de su nueva cruzada de liberar Tierra Santa de los musulmanes, a proteger el Imperio latino de Constantinopla de los cristianos heréticos.
A pesar de las fuentes primarias relativamente abundantes, los estudiosos que se han ocupado de ella hasta hace poco han sido pocos, debido, al menos en parte, a la falta de importantes enfrentamientos militares. Aunque Gregorio IX fue más allá que cualquier otro papa para crear un ideal de unidad cristiana en el proceso de organización de la cruzada, en la práctica el liderazgo dividido de la cruzada no reveló una acción o identidad cristiana unificada en respuesta a tomar una cruz.

## Contexto

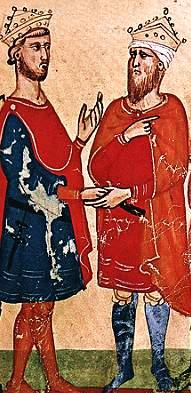
Federico II negociando con Al-Kamil

Al final de la Sexta Cruzada en febrero de 1229, el emperador Federico II y el sultán de Egipto y Siria Al-Kamil firmaron mediante el Tratado de Jaffa y Tell Ajul una tregua de 10 años. Usando solo la diplomacia y sin un enfrentamiento militar importante, Federico recibió el control de Jerusalén y otros lugares santos como Nazaret, Sidón, Jaffa y Belén. El acceso de los musulmanes y los judíos a la ciudad de Jerusalén quedó vedado, excepto para los sitios sagrados musulmanes de la Cúpula de la Roca y la mezquita de Al-Aqsa. Los cristianos no habían recobrado Jerusalén desde la conquista de Saladino de 1187, y por lo tanto al-Kamil no permitió que las murallas fuesen reconstruidas, para que no se volviese un centro de poder cristiano. Sin embargo, muchos musulmanes y cristianos se opusieron a este acuerdo, incluyendo el patriarca latino de Jerusalén, quien emitió un interdicto sobre la ciudad más santa de la cristiandad (Federico II lo soslayó). En ese periodo de diez años, hubo paz con los cruzados, pero al-Kamil tuvo que luchar contra losselyúcidas y los corasmios.
Sin embargo, el tratado expiraba en 1239, lo que ponía en peligro el control cristiano de los territorios. Además, la Sexta Cruzada había sido muy impopular entre los líderes cristianos nativos porque el excomulgado Federico los dejó indefensos, aliado con sus enemigos musulmanes, e intentó obtener el control de Tierra Santa para la Casa de Hohenstaufen en lugar de restaurar los territorios a los barones locales del reino de Jerusalén. Por lo tanto, en 1234, el papa Gregorio IX proclamó que una nueva cruzada debería llegar a Tierra Santa en 1239 para garantizar el control cristiano. En su esfuerzo por unir a los cristianos para defender el control territorial de los cruzados en Tierra Santa, Gregorio emitió la bula papal Rachel suum videns, que fue utilizada activamente por frailes mendicantes para promover la cruzada en todos los rincones de la cristiandad. Rachel suum videns reforzó el uso de la política del voto de redención iniciada por el anterior papa Inocencio III en su bula Quia maior durante su campaña por la Quinta Cruzada. Sin embargo, Inocencio no pidió a todos los cristianos que redimieran sus votos después de haber tomado la cruz.
Para hacer universal esta cruzada, Gregorio obligó a todos los cristianos a asistir a sermones cruzados, con el objetivo de orar por el resultado exitoso y donar para la empresa una gran cantidad de dinero, un céntimo semanal durante una década. La campaña de predicación tuvo un éxito diferente. Mientras que Italia, Alemania y España mostraron poco entusiasmo por la cruzada de Gregorio, en Hungría, algunos nobles y funcionarios eclesiásticos se involucraron más activamente en la campaña. También apoyaron inicialmente la empresa del papa caballeros y nobles ingleses y franceses.
Aproximadamente un año más tarde, en diciembre de 1235, Gregorio comenzó numerosos intentos para redirigir total, y luego parcialmente, esa planeada cruzada fuera de Tierra Santa e ir a combatir en cambio la propagación de la herejía cristiana en la Grecia latina. Gregorio hizo un llamamiento a los cruzados franceses para que luchasen en Constantinopla en lugar de en Tierra Santa. El 16 de diciembre, el papa ordenó al franciscano Guillermo de Cordelle que predicara una cruzada en la Grecia latina. Teobaldo de Champagne respondió a la llamada debido a su necesidad de apoyo papal, pero terminó negándose a conmutar su voto por Jerusalén. El intento de desviar la cruzada para ayudar al Imperio Latino de Constantinopla no tuvo éxito. El emperador latino, Juan de Brienne, el partidario papal más vigoroso de los otros gobernantes, permitió en Constantinopla la presencia de un patriarca latino, que prometía una posibilidad de unificar las iglesias griega y latina. La elite militar húngara encabezada por su rey Bela I renunció a ir a Constantinopla para luchar contra los cismáticos invasores Juan III Ducas Vatatzés de Nicea e Ivan Asen II de Bulgaria.
En diciembre de 1238, Teobaldo recibió fondos de Gregorio para su cruzada a Jerusalén. Los grupos desconectados de barones franceses viajaron por separado a Tierra Santa, donde finalmente enfrentaron una derrota militar seguida de un éxito diplomático. Los barones ingleses, incluidos los cuñados Ricardo de Cornualles y Simon VI de Montfort, también fueron divididos y llegaron allí un año después.
El emperador Federico II, que había encabezado la cruzada anterior que había terminado con un tratado de paz, consideraba que era imprudente y desleal reanudar las hostilidades sin intentar negociar con la corte de El Cairo, y temía que los musulmanes tomarán pretexto de la nueva cruzada para recuperar Jerusalén. A cambio de su participación o de la de su hijo Conrado —que era el rey de Jerusalén desde la muerte de su madre Isabel II de Jerusalén— pidió a los cruzados que pospusieran su partida en un año, dejando tiempo a los diplomáticos para actuar. Pero un nuevo conflicto lo opuso al Papa, que lo excomulgó en marzo de 1239, impidiéndole llevar a cabo ese proyecto. Consecuencia de ello fue que los cruzados ya no podrían usar el puerto de Brindisi, que estaba en territorio imperial, debiendo embarcarse se embarcaron en Marsella.
En el verano de 1239, el rey húngaro Bela sí permitió que el heredero del imperio latino, Balduino de Courtenay, cruzara la frontera húngara, pero se negó a unirse a Balduino en su camino hacia Constantinopla. Simultáneamente, el papa Gregorio escribió una carta al prior de los dominicos en Hungría pidiéndole que predicara la cruz dentro del imperio y que intercambiara los votos por Jerusalén entregados a los cruzados por otros a Constantinopla a cambio de indulgencia: el papa prometió indulgencia a cada soldado, así como a cualquier persona que contribuyese con dinero a la cruzada. En febrero de 1241, Gregorio ordenó redirigir los ingresos recaudados en Hungría para una nueva campaña militar contra Federico II, el emperador alemán. Balduino de Courtenay, llegó a Constantinopla primero, mientras que otros caballeros europeos y la nobleza, no unificados, se dirigían hacia Jerusalén.

## La Cruzada

### Hueste de Teobaldo de Navarra
En Francia, muchos señores respondieron a la llamada: Teobaldo IV de Champaña, rey de Navarra, Philippe de Nanteuil, Hugo IV, duque de Borgoña, Pedro I, duque de Bretaña, Roberto de Courtenay, el Gran Mayordomo de Francia (que no debe confundirse con Roberto I, Emperador latino, también de Courtenay); Amaury VI, conde de Montfort, Guigues IV de Forez, conde de Nevers, Enrique II, conde de Bar, Guillermo II de Joigny, Enrique VI de Grandpré, Luis I, conde de Sancerre, Simon II de Clermont, señor de Nesle, Raul Clermont, Raul I, conde de Soissons, Robert de Boves, Mathieu III, barón de Montmorency... Se reunieron en Lyon y Teobaldo de Navarra fue designado líder de la expedición.
La fuerza principal de Teobaldo contaba con unos 1500 caballeros, incluidos algunos cientos de navarros. Se embarcaron en agosto de 1239 en Marsella la mayoría de ellos, aunque una pequeña parte eligió Aigues-Mortes (y un número menor los puertos de Federico II en el sur de Italia). Teobaldo llegó a Acre el 1 de septiembre; pronto se le unieron aquellos cruzados que habían sido dispersados por una tormenta mediterránea en tránsito. Allí se encontraron con un consejo de potentados cristianos locales, siendo los más prominentes Gualterio de Brienne, Odo de Montbéliard, Balián de Beirut, Juan de Arsuf y Balián de Sidón. A Teobaldo también se le unieron algunos cruzados llegados del reino de Chipre.
Teobaldo pasó demasiado tiempo pensando que hacer en el agradable Acre, donde incluso escribió un poema a su esposa. Haciendo caso omiso de los consejos de Federico II y cediendo al romanticismo de las cruzadas sin preocuparse por la política local, los cruzados no pudieron utilizar en su beneficio las divisiones entre los musulmanes y las peleas entre los herederos de al-Kamil. Los cruzados y la nobleza de Oriente, deliberaron para determinar cuál sería el objetivo de la cruzada, dudando entre Egipto y Damasco, y sobre qué pretendiente a la sucesión ayubí podría ser su aliado. Pero Teobaldo, rechazando cualquier alianza con los musulmanes, decidió ocupar las ruinas de Ascalon y elevar las fortificaciones, que habían sido demolidas por Saladino décadas antes, y luego marchar sobre Damasco, alienando a la dinastía ayubí de Egipto y Siria. Los cruzados salieron finalmente de Acre el 2 de noviembre en dirección a Jaffa y Ascalon, un grupo de unos 4000 caballeros (más de la mitad de ellos de los barones locales y de las órdenes militares).
Dos días después de la marcha, e 4 de noviembre, Pedro I de Bretaña y su teniente Raul de Soissons se separaron para llevar a cabo un raid. Dividieron sus fuerzas y cada uno esperó emboscado a lo largo de la posible ruta que seguían las caravanas musulmanas que remontaban el río Jordán hacía Damasco. La partida de Pedro chocó con los musulmanes fuera de un castillo, y después de algunos combates, hizo sonar su bocina para convocar a Raul. Los musulmanes fueron derrotados y huyeron hacia el interior del castillo, donde los hombres de Pedro los siguieron, matando a muchos y tomando a algunos cautivos y apoderándose del botín y de los animales comestibles de la caravana.

#### Derrota en Gaza y pérdida de Jerusalén
La victoria menor de Pedro pronto sería eclipsada por una triste derrota. Cuando el ejército completo llegó a Jaffa el 12 de noviembre de 1239, otra partida quiso realizar su propia incursión. Los líderes de este desafiante grupo fueron Enrique II de Bar, Amaury VI de Montfort y Hugo IV de Borgoña, junto con cuatro de los principales señores locales, Gualterio de Brienne, Balián de Sidón, Juan de Arsuf y Odo de Montbéliard. Este grupo, que incluía entre 400-600 caballeros, se separó del ejército principal, contra las claras protestas de Teobaldo, de Pedro I de Bretaña y de los líderes de las tres órdenes militares (los Caballeros Templarios, los Caballeros Hospitalarios y la Orden Teutónica). El grupo cabalgó toda la noche y una parte de ellos combatió pronto contra una fuerza egipcia comandada por Rukn al-Din al-Hijawi en Gaza al día siguiente, 13 de noviembre. El contingente fue derrotado sólidamente antes de que las fuerzas de Teobaldo pudieran llegar para rescatarlos. Enrique fue asesinado y Amaury, como varios cientos de cruzados, fue tomado prisioneros. El ejército marchó entonces todo el camino de regreso hacia Acre.
Alrededor de un mes después de la batalla en Gaza, An-Nasir Dawud, malik del emirato de Transjordania, cuya caravana había sido tomada por Pedro, marchó inmediatamente sobre Jerusalén, que estaba en gran medida indefensa, con las fortificaciones dañadas desde 1229. Después de un mes de estar encerrado en la Torre de David, la guarnición de la ciudadela se rindió a Dawud el 7 de diciembre, aceptando su oferta de un paso seguro hasta Acre. Jerusalén pasó a manos musulmanas por primera vez desde 1229 (la Sexta Cruzada). An-Nasir ordenó la destrucción de los restos de las fortificaciones y arrasó la misma torre de David.

#### Concesiones territoriales ayubíes
Mientras tanto, se estaba librando una guerra entre los herederos de Al-Kamil, fallecido en 1238. Sus hijos as-Salih Ayyub y al-Adil II le sucedieron en Siria y Egipto respectivamente, pero el Imperio ayubí pronto se precipitó en una guerra civil. Al-Adil II, sultán de Egipto, había tenido que ceder Damasco a su hermano as-Salih Ayyub antes de la llegada de los cruzados. Este último fue destronado por su tío Al-Salih Ismaël. Muzaffar Taqi al-Din, un príncipe ayubí menor y emir de Hama, que había apoyado a al-Salih Ayub, ahora se veía amenazada por Al-Salih Ismail y por su aliado Al-Malik al-Mojahed Chirkuh, emir de Homs. Rodeado por todos lados por sus primos y enemigos, Taqi al-Din vio la alianza con los cruzados como la única manera de salvarse y envió a Thibaut Guillaume Champenes, un franciscano tripolitano amigo del emir de Hama que logró que apoyasen su causa. Los cruzados comenzaron a caminar en su ayuda y así intimidar a los enemigos de Taqi d-Din, de suerte que este, ya satisfecho, cortó todas las relaciones con los cruzados para evitar tener que cederles una contrapartida. No pasó nada y después de un tiempo como huéspedes de Bohemundo V de Antioquía, los cruzados habían regresado a Acre a principios de mayo de 1240.
En Egipto, el sultán Al-Adil II fue destronado 31 de mayo de 1240 por su guardia mameluca mientras se preparaba para la batalla con as-Salih Ayyub, exemir de Damasco y con al-Nasir Dawud, malik de Transjordania. Al-Salih Ayyub llegó a El Cairo el 19 de junio y se convirtió en sultán. Preocupado por este desenlace, Al-Salih Ismaël, emir de Damasco, decidió aliarse entonces con los cruzados contra Ayyub de Egipto y Dawud]] de Transjordania. Concluyó un tratado por el cual el reino de Jerusalén recuperaba Jerusalén, más Belén, Nazaret y la mayor parte de la región de Galilea con muchos castillos templarios, como Beaufort y Saphet. El tratado de Ismail con los cruzados incluía mucho territorio que no le correspondía a él: más bien, era un reconocimiento de su derecho a tomar las tierras de Dawud. Este tratado fue muy impopular entre los propios vasallos de Ismail: el influyente predicador y jurista Izz al-Din ibn 'Abd al-Salam lo denunció públicamente. Ismail hizo arrestar a Ibn 'Abd al-Salam en respuesta. En un acto de protesta aún más dramático, la guarnición musulmana de Beaufort se negó a entregar el castillo a Balián de Sidón, como había estipulado Ismail. Ismail mismo tuvo que sitiar la fortaleza con el ejército de Damasco durante meses, para entregársela a los cristianos.
Mientras tanto, el ejército cruzado se estacionó entre Jaffa y Ascalon para defender a Siria contra Egipto y se dedicó a perseguir sus reclamaciones sobre las tierras de Dawud. Comenzaron a reconstruir Ascalon, saquearon todo el valle del Jordán, tomaron Jerusalén y atacaron Nablus (pero no la capturaron). Esto forzó a Dawud a negociar su propio tratado con Teobaldo de Champaña a fines del verano de 1240, obteniendo a cambio la liberación de los caballeros encarcelados desde la batalla de Gaza, así como la retrocesión de Ascalon (cumpliendo de hecho muchas de las concesiones que Ismail había otorgado solo en teoría).
Algunas fuentes contemporáneas incluso implican que toda la tierra entre el río Jordán y el Mediterráneo volvió a estar en manos cruzadas. Teobaldo y Pedro I de Bretaña no se quedaron para ver cumplidos sus acuerdos con Ismail de Damasco y Dawud de Transjordania. Partieron de Palestina hacia Europa a mediados de septiembre de 1240, antes de que arribase Ricardo de Cornualles, porque no deseaban estar presentes durante más disputas internas sobre el liderazgo y la dirección de la empresa. Los recuerdos que Teobaldo llevó a Europa incluían la rosa llamada "Provins" (nombre latino rrosa gallica 'officinalis', la rosa del boticario) de Damasco, transportándola "en su casco"; una pieza de la verdadera cruz; y tal vez la uva Chardonnay, que en los tiempos modernos es un componente importante del champán. Hugo IV de Borgoña y Guigues de Forez se quedaron para ayudar con el castillo de Ascalon.

### Hueste de Ricardo de Cornualles
El 10 de junio de 1240, Ricardo, primer conde de Cornualles dejó Inglaterra con una pequeña hueste de cruzados. Este grupo consistía en aproximadamente una docena de barones ingleses y varios cientos de caballeros, incluido William II Longespée. Se dirigieron a Marsella a mediados de septiembre y desembarcaron en Acre durante el otoño, después del 8 de octubre. Simon VI de Montfort, hermano menor del Amaury capturado, también era parte de este grupo, pero parece haber viajado por separado. Él y su esposa Eleanor fueron hacia Brindisi atravesando las regiones de Apulia y Lombardía; luego fueron hasta Acre. Eleanor acompañó a su esposo solo hasta Brindisi. Después de eso, Guillermo de Forz organizó la tercera expedición exitosa a Jerusalén. Al final, la respuesta de los barones ingleses a la llamada de Gregorio reveló una falta de una identidad cristiana común.
Ricardo y esta segunda hueste cruzada no vieron ningún combate, pero completaron las negociaciones para una tregua con los líderes ayubíes hecha por Teobaldo solo unos meses antes durante la primera oleada de la cruzada. Continuaron la reconstrucción del castillo de Ascalon. En particular, Ricardo entregó la custodia de la misma a Walter Pennenpié, el agente imperial de Federico II en Jerusalén (en lugar de entregarla a los señores locales del reino de Jerusalén que se opusieron firmemente al gobierno de Federico). El 13 de abril de 1241 intercambiaron prisioneros musulmanes por cautivos cristianos (en particular el hermano mayor de Simón, Amaury) que habían sido capturados durante la desastrosa incursión de Enrique de Bar en Gaza cinco meses antes. También trasladaron los restos de los muertos en esa batalla y los enterraron en el cementerio de Ascalon. Con el cometido hecho, Ricardo partió de Acre para Inglaterra el 3 de mayo de 1241.

## Consecuencias
Esta cruzada fue un éxito para los francos que debieron su éxito más a la diplomacia que a la lucha, y el reino de Jerusalén prácticamente regresó a sus fronteras de antes de 1187, solo le faltó el Jordán más allá.Pero sus éxitos fueron frágiles:
- la política de los francos de aliarse a un estado musulmán contra otro ya no fue tan exitosa como antes, porque por un lado las tropas musulmanas ya eran reacias a tales alianzas, y por el lado franco no hubo unanimidad para elegir a quién unirse.

- la ausencia de un rey no permitía un arbitraje entre las diferentes facciones y, cuando los barones designaron a un regente del reino para que asumiera las funciones del rey ausente, no le otorgaron la autoridad necesaria para este arbitraje.

- la ciudad de Jerusalén no tenía fortificaciones, ni la Torre de David que de otro modo habría sido un punto de apoyo importante para controlar el área.

El futuro se encargó rápidamente de resaltar estas debilidades. Desde la partida de los cruzados, la guerra se reanudó entre los partidarios y los opositores del Emperador, para terminar con la eliminación de los primeros. El 15 de julio de 1244 Jerusalén no fue simplemente capturada, sino que quedó reducida a ruinas y sus cristianos masacrados por los jwarezmianos del norte de Siria (nuevos aliados del sultán de Egipto Al-Salih Ayyub). Unos meses más tarde, en octubre, Ayyub y los jwarezmianos lograron una gran victoria militar en la batalla de La Forbie, que paralizó permanentemente el poder militar cristiano en Tierra Santa.
Eso llevó al rey Luis IX de Francia a organizar la séptima cruzada. Su estancia en Tierra Santa desde 1250 hasta 1254 fue beneficiosa para las instituciones latinas, pero la guerra civil no tardó en reanudarse entre las facciones francas, a pesar de la amenaza permanente de los mamelucos, que finalmente recuperaron todo en 1291.

## La cruzada concurrente de Balduino de Courtenay a Tzurulum
Un pequeño grupo de cruzados, completamente separado, escuchó el llamado del papa Gregorio para redirigir la cruzada de los barones para defender el Imperio Latino de Juan III Ducas Vatatzés de Nicea e Ivan Asen II de Bulgaria. A comienzos de julio de 1239, el heredero del Imperio Latino y marqués de Namur, de 19 años, Balduino de Courtenay, viajó a Constantinopla con un pequeño ejército (tres veces más pequeño que la expedición de la cruzada de los barones), incluidos los cinco magnates seculares Humbert de Beaujeu, Thomas de Marle, Josseran de Brancion, William de Cayeaux y Watins de La Haverie. En su marcha, con la ayuda de Luis IX, Balduino pudo cruzar el territorio de Federico II. Continuó su camino a través de Alemania y Hungría, y en la frontera búlgara, recibió una invitación amistosa y un permiso para marchar por sus tierras. En el invierno de 1239, Balduino finalmente regresó a Constantinopla, donde fue coronado emperador en algún momento alrededor de la Pascua de 1240, después de lo cual lanzó su cruzada.
Balduino luego sitió y capturó Tzurulum, un bastión niceno localizado a unas setenta y cinco millas al oeste de Constantinopla. Tzurulum estaba en la confluencia de dos grandes rutas hacia el este en el camino a Constantinopla, una llegaba desde Tesalónica y la otra desde Adrianópolis. La posesión de este sitio estratégicamente importante debería haber proporcionado más seguridad para Constantinopla. Sin embargo, esa victoria no pudo compensar la pérdida de otras dos ciudades de Asia Menor, Darivya y Nikitiaton, que fueron capturadas por Vatatzes. A pesar de la posesión de Tzurulum por Balduino, el Imperio Latino siguió dependiendo de la ayuda occidental hasta su colapso dos décadas después en 1261.